# Gayathripuzha
El Gayathripuzha es un río y uno de los tributarios principales del río Bharathapuzha, el segundo río más largo en el estado de Kerala, en el sur de India. 
Este río se origina en las colinas Anamalai, pasa por Kollengode, Nanmara, Alathur, Wadakanchery y Pazhayannur antes de la conexión con el río Bharathapuzha en Mayannur.

## Otros tributarios del Gayathripuzha
- Mangalam
- Ayalurpuzha
- Vandazhippuzha
- Meenkarappuzha
- Chulliyar